# Tomàs Aymat
Tomàs Aymat i Martínez (Tarragona, 1891 – San Cugat del Vallés, 1944) fue un artista, diseñador y empresario que fundó la Casa Aymat y fue pionero a la hora de situar el arte textil catalán a la altura de los más importantes del mundo durante la primera mitad del siglo XX.

## Biografía
Tomàs Aymat desde muy joven ya comenzó a tener inquietudes creativas; en 1912 participó en la Exposición de Bellas Artes del Círculo Artístico de Tarragona -donde exhibió varias acuarelas- y fue también en ese año cuando viajó a París y entró en contacto con la Manufactura Real de los Gobelins. Discípulo del artista Oleguer Junyent i Sants, iba para escenógrafo cuando Joaquim Folch i Torres, organizador de los museos promovidos por la Mancomunitat de Catalunya, despertó en él el interés por el tapiz en él durante un encuentro en 1913 en París mientras estudiaba allí. Posteriormente, aprendió el anudado a mano de alfombras en la Real Fábrica de tapices de Santa Bárbara y fue en aquella época cuando decidió cambiar de rumbo inspirado por el movimiento cultural catalán de Enric Prat de la Riba, fundador de la Mancomunidad y que quería que el arte fuera inseparable de la estética industrial. En 1918 inicia una labor pedagógica en la Escuela Superior de Bellos Oficios donde estableció la enseñanza del tapiz hasta el 1925, fue vicepresidente de FAD y estableció lazos de cooperación para ejecutar cartones preparatorios de tapices con Francesc d'Assís Galí i Fabra, Josep Obiols i Palau y Santiago Marco i Urrútia. 
Inicialmente noucentista -adaptación del novecentismo en Catalunya con un propósito más restringido al ámbito cultural catalán-, también aceptó el neogótico, el art-decó y los diseños abstractos de los años treinta del siglo XX de acuerdo con el racionalismo arquitectónico que se imponía entonces para que el tapiz catalán pudiera abarcar todos los campos durante los años 40 conectó con Joan-Josep Tharrats i Vidal para conseguir nuevos diseños; gracias a su labor llegó a ser reconocido por todo el ambiente artístico catalán. Falleció el 9 de agosto de 1944 en San Cugat del Vallés a los 53 años

## Inicios del tapiz moderno en Catalunya
A comienzos del siglo XX no había tradición del arte del tapiz en Cataluña. El Tapiz de la Creación de Gerona, un hermoso bordado medieval, era un referente lejano. La Real Fábrica de Alfombras y Tapices de Madrid, especializada en restauraciones, vivía momentos de decadencia. En Francia, la Manufacture Royale des Gobelins de París, la Manufacture de Beauvais y la Manufacture de Aubusson eran los referentes europeos de un tapiz basado en la transposición de una imagen pintada en un tapiz tejido. El modernismo del cambio del siglo XIX al XX, con la recuperación de las artes decorativas y los oficios artísticos, impulsa la necesidad de prestar atención al tapiz. El Novecentismo propone el retorno al clasicismo, valora los bellos oficios y la moral del trabajo bien hecho, y es en Catalunya donde se establecen las bases del tapiz moderno gracias a Tomás Aymat, que asienta los cimientos del tapiz moderno en Cataluña y en España. Tras su paso por París y Madrid, en 1914 instala su taller en el barrio de Gracia de Barcelona y en 1920 en San Cugat del Vallés, donde en 1926 construye la Casa Aymat como sede de la manufactura.

“La Tapicería del Arte, tal y como Tomàs Aymat la sentía y la practicaba, constituía en Cataluña, una
actividad extinguida y olvidada. Ninguna tradición viva la ligaba con nuestro vivir contemporáneo”
Josep Llorens Artigas, 1926

## La casa Aymat en Sant Cugat del Vallès
Aymat decidió instalar su fábrica de alfombras y tapices en Sant Cugat en el año 1920, que fue la primera industria moderna de alfombras anudadas a mano y de tapices de alto y bajo lizo en España y que hizo que la ciudad de Sant Cugat se convirtiera en el lugar de referencia del renacer de esta práctica artística en Cataluña. 
Francesc d'Assís Galí lo acompañó en esta gran aventura empresarial ejerciendo el cargo de director artístico de la factoría, al tiempo que el empresario asumió la dirección técnica.  En 1926 construyó el edificio que sería la sede de la Manufactura de Alfombras y Tapices que lleva su nombre instaurando una tradición inexistente en el arte del tapiz en Cataluña que, partiendo de los bellos oficios promovidos por la Mancomunidad de Cataluña y la estética del Noucentisme, dio paso a la creación del arte textil del siglo XX. En ella fundó un negocio de alto contenido artístico que se unió posteriormente en sociedad con Blanco Bañeras S.A; el 20 de agosto de 1941 creó con ellos la sociedad “Tomás Aymat y Compañía S.L." para hacer viable la fábrica cuando la Guerra Civil dificultó la labor de la manufactura y Aymat tuvo que esconderse por la fuerte represión que sufrieron las personas vinculadas con planteamientos catalanistas. En esta época se realizaron alfombras y tapices muy notables y que más tarde desembocaría durante los años sesenta y setenta en creaciones de autores de l'Escola Catalana del Tapís y de otros artistas como Aurèlia Muñoz y María Teresa Codina. En definitiva, un gran número de artistas de renombre participarían en la creación de tapices de la misma manera que lo harían los trabajadores de la fábrica, algunos de los cuales sobreviven y que todavía guardan un recuerdo especial de aquella época. 
A lo largo de su historia la fábrica de alfombras y tapices de la Casa Aymat disfrutó de gran prestigio gracias a la cualidad artística y técnica de las piezas que producía, y cuando Tomàs Aymat muere el 9 de agosto de 1944, la manufactura entra en decadencia y pasa a manos de los hijos Tomás, Adolf y Jordi que liquidan la sociedad con los Blanco Bañeras en 1951. En 1955 es adquirida por Miquel Samaranch i Amat, impulsor de una nueva etapa que cambia la orientación técnica y artística de la producción de la mano de Jean Lurçat y Josep Grau-Garriga, y con cartones de Ràfols Casamada, Jordi Curós y otros artistas de la segunda vanguardia catalana que consiguen hacer del tapiz una obra de creación en sí misma y que es lo que se conoce como “Escuela Catalana de Tapiz”, la cual conseguirá un gran esplendor durante los años sesenta. Durante esta época la fábrica atrae el interés de muchos artistas, algunos de renombre como Antoni Tàpies y Joan Miró y en 2003 se recupera el edificio de la Casa Aymat como Museo del Tapiz Contemporáneo, que sigue siendo fábrica de creación, espacio de talleres y residencia de artistas, centro de formación, archivo y documentación sobre arte textil

## Obra y exposiciones
En sus inicios, tanto Aymat como el trabajo que se realiza en su fábrica responde al proceso del tejido basado en cartones pintados como Gobelinos: Se parte de un dibujo y se hacen los patrones que sean necesarios para el diseño de alfombras. Una vez decidido el modelo, se amplían a tamaño natural sobre papel de embalar y se dibujan con carboncillo. La calidad de la alfombra la determina el número de nudos por metro cuadrado y el nudo empleado es en general el nudo turco, entre otros. Es entonces cuando el dibujo a escala natural se pasa a un patrón de nudos mediante un papel cuadriculado. Los motivos decorativos de las alfombras toman modelos clásicos, isabelinos, orientales o renacimiento, entre otros, pero generalmente son sencillos, con guirnaldas de flores o cenefas decorativas.

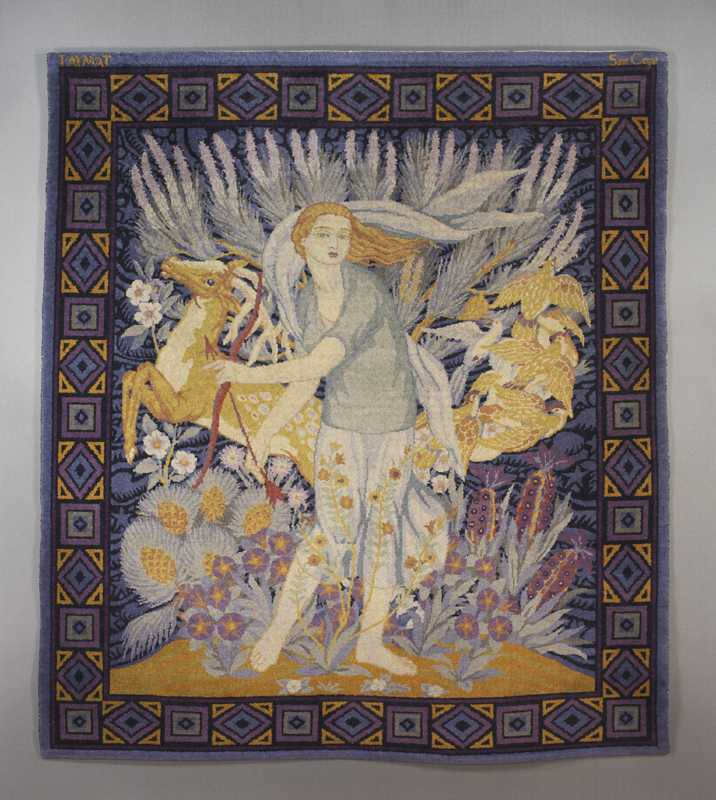
Diana Cazadora. Tomàs Aymat.1923

Como representante noucentista que era, su primeras obras se inspiran en el clasicismo mediterráneo de la antigua Grecia siguiendo las teorías de Eugeni d’Ors y de Joaquín Torres-García, con temática relacionada con la actividad del campo como las obras de La vendimia (1918), temas mitológicos como Diana cazadora (1924) o representaciones de La Primavera (1925), entre otros temas clásicos.
En los años 20 y de la mano del Fomento de las Artes Decorativas (FAD), Tomàs Aymat participa de las grandes exposiciones internacionales y en 1920, con el impulso del Comité Municipal de Exposiciones de Arte de Barcelona que promueve los artistas catalanes en el extranjero, exhibe en el Salón de Otoño de París una muestra de alfombras en la Exposition des Artistes catalanes ave Grand Palais des Champs Elysées y en 1923 en la Exposición Internacional del Mueble y la Decoración de Interiores en el recinto de los palacios de Arte Moderno y del Arte Industrial en Montjuïc, donde interviene en el Salón de Té diseñado por Santiago Marco. Allí se exponen una gran alfombra redonda elaborada con hilos de lana gruesa y nudo turco con escenas de caza y la Diana cazadora, tapiz que se hizo con hilos de lana y nudo turco siguiendo la misma técnica de las alfombras y, dado el caso, podía ejercer esta función. Recibió el nombre de tapiz dada la ubicación y el uso estrictamente ornamental
Gracias a la Exposición Internacional de Artes Decorativas e Industriales y Modernas de París de 1925 las artes decorativas reciben un gran impulso y hacen que Aymat pueda continuar su trabajo con diseñadores y mueblistas como Santiago Marco (por entonces presidente de FAD y el taller de los carpinteros Busquets. Tapiza asientos y respaldos con los dibujos de Francesc d'Assís Galí i Fabra y diseña alfombras que decorarán el pabellón de representación catalana en la exposición parisina.
Posteriormente y dentro de lo que se llamó art déco, las formas geométricas en línea recta o en zigzag y formas vegetales delineadas geométricamente comienzan a dominar sus diseños, siendo a su vez influenciado por el cubismo, el constructivismo ruso y el sentido de la velocidad del futurismo. Aymat participa entonces en la Exposición Internacional de Artistas Reunidos en el marco de la Exposición Internacional de Barcelona de 1929 con el FAD y durante los años 30 genera una nueva estética en la producción de alfombras influido por el racionalismo arquitectónico del GATCPAC, que sigue la estela del arquitecto Le Corbusier el cual había visitado Barcelona con motivo de la presentación del Plan Macià. En esta época sus diseños están marcados por el minimalismo geométrico, los colores puros, los círculos cinéticos, líneas sencillas y funcionales, renunciando a la voluptuosidad de las formas decorativas.